# توم تولبرت
توم تولبرت (بالإنجليزية: Tom Tolbert)‏ مواليد 16 أكتوبر 1965 في لونغ بيتش، هو لاعب كرة سلة أمريكي معتزل بدأ مسيرته الاحترافية في سنة 1988. تم اختياره من قبل فريق شارلوت هورنتس خلال الدرافت. يبلغ طوله 6 قدم 7 بوصة (2.0 م). اعتزل اللعب في 1995. أحرز خلال مسيرته في الإن بي إيه 2030 نقطة بمعدل 6.5 نقاط في المباراة الواحدة.

## المسيرة الاحترافية
لعب مع شارلوت هورنتس في سنة 1988، ثم لعب مع كانارياس لكرة السلة في الدوري الإسباني في موسم 1988–1989، ثم لعب مع غولدن ستايت ووريورز من سنة 1989 إلى 1992، ثم لعب مع أورلاندو ماجيك في موسم 1992–1993، ثم لعب مع لوس أنجلوس كليبرز في موسم 1993–1994، ثم لعب مع شارلوت هورنتس في موسم 1994–1995.

## روابط خارجية
- توم تولبرت على موقع إن بي أي (الإنجليزية)
- توم تولبرت على موقع سبورتس رفرنس (الإنجليزية)
- توم تولبرت على موقع الدوري الإسباني لكرة السلة (الإسبانية)
- توم تولبرت على موقع كلية كرة السلة في سبورتس رفرنس.كوم (الإنجليزية)
- توم تولبرت على موقع ريلجم (الإنجليزية)
- توم تولبرت على موقع بروبوليرز (الإنجليزية)
- توم تولبرت على موقع سبورتس رفرنس (الإنجليزية)